# Architis tenuipes
Espèce
Synonymes
- Drances tenuipes Simon, 1898
- Architis vilhena Carico, 1981

Architis tenuipes est une espèce d'araignées aranéomorphes de la famille des Pisauridae.

## Distribution
Cette espèce est endémique du Brésil. Elle se rencontre dans les États d'Amazonas, d'Acre, du Roraima, du Rondônia, du Pará, du Mato Grosso et du Maranhão,.

## Description
Le mâle décrit par Santos en 2007 mesure 4,9 mm et la femelle 5,1 mm.

## Publication originale
- Simon, 1898 : Descriptions d'arachnides nouveaux des familles des Agelenidae, Pisauridae, Lycosidae et Oxyopidae. Annales de la Société entomologique de Belgique, vol. 42, p. 1-34 (texte intégral).